# Каспарян, Сурен Акопович
Сурен Акопович Каспарян (Каспаров, Каспарьян; арм. Սուրեն Հակոբի Կասպարյան; 15 августа 1924, Кылыжбах, Нагорно-Карабахская автономная область — 3 января 1994, Ереван) — советский офицер, участник Великой Отечественной войны, Герой Советского Союза (1944).

## Биография
Родился 15 августа 1924 года в селе Кылыжбах, Степанакертский район, Нагорно-Карабахская автономная область, Азербайджанская ССР, ЗСФСР, СССР, в армянской крестьянской семье. В раннем детстве семья Каспаряна переезжает на постоянное место жительства в Ташкент, где в 1940 году он окончил среднюю школу на базе семи классов. После окончания школы устроился работать токарем на Ташкентскую обувную фабрику имени Горького.
По достижении 18-летнего возраста в декабре 1942 года был призван на воинскую службу в ряды Красной Армии. В 1943 году окончил полковую школу артиллерийских наводчиков, после чего получил звание сержанта и в октябре того же года был переведён в состав действующей армии. Свой военный путь молодой гвардии сержант начал в должности наводчика орудия 86-го гвардейского отдельного истребительно-противотанкового дивизиона 82-й гвардейской стрелковой дивизии 8-й гвардейской армии. Участвовал в героических боях с немецко-фашистскими захватчиками на 3-м Украинском и 1-м Белорусском фронтах. Особо отличился в Польше 20 августа 1944 года: в боях на Магнушевском плацдарме гитлеровцы стремились остановить продвижение советских бойцов на запад. С этой целью фашисты предприняли контрнаступление, подключив пехоту и 40 танков тяжёлого и среднего веса. Часть из них, а именно 19 танков, атаковали огневую точку наводчика орудия Каспаряна. Он решительно вступил в неравный бой с врагом и первым же выстрелом поджёг вражеский танк. Первый успех вдохновил сержанта и, несмотря на мощный вражеский огонь, он смело продолжил обстрел фашистов, один за другим подбив четыре немецких танка типа «Тигр». Всего же сержантом было подбито 5 танков, остальные отступили. Однако одному из вражеских танков удалось несколькими залпами уничтожить орудие и тяжело ранить Каспаряна. Но и после ранения он не покинул поле боя. Лишь после распоряжения командира его перевели в тыл.
18 ноября 1944 года указом Президиума Верховного Совета СССР за образцовое выполнение боевых заданий командования на фронте борьбы с немецко-фашистским захватчиками и проявленные при этом мужество и героизм гвардии сержанту Каспаряну Сурену Акоповичу присвоено звание Героя Советского Союза с вручением ордена Ленина и медали «Золотая Звезда» (№ 3127).

В наградном листе сержанта Каспаряна, наводчика орудия 86-го особого истребительного отряда 82-го противотанкового гвардейского дивизиона, командующим 8-й гвардейской армией генерал-полковником Чуйковым отмечено, что 
Своим беспримерным подвигом Каспарян вдохновил товарищей и наступавших пехотинцев, которые, продвинувшись вперёд, обеспечили захват плацдарма на левобережье Вислы, а затем и его расширение.
После окончания войны некоторое время продолжал служить в армии. С 1945 по 1946 годы был курсантом Сумского артиллерийского училища. Демобилизовавшись в 1947 году, вернулся в Ташкент, где жил и работал вплоть до 1951 года, когда был вновь призван в Советскую Армию для прохождения обязательных военных сборов. Командованием был отправлен на специальные курсы в Ростовское артиллерийское училище. В 1952 году после очередной командировки окончил с отличием курсы лейтенантов при Одесском артиллерийском училище имени М. В. Фрунзе, с окончанием курсов получил офицерское звание. В 1956 году, дослужившись до капитана, Каспарян был уволен в запас.
По увольнении из армии вернулся в Ташкент и перешёл на работу мастером в швейное ателье имени В. И. Ленина, затем переехал в Ереван и работал на автозаводе «ЕрАЗ».
Умер герой 3 января 1994 года в Ереване.

## Награды
- Герой Советского Союза;
- орден Ленина;
- орден Отечественной войны I степени;
- медали.